# Cladonia furcata
Cladonia furcata és una espècie liquenitzada de fong ascomicot de l'ordre dels lecanorals (Lecanorales), família Cladoniaceae. Pel que fa a la tolerància a la contaminació de l'aire té una sensibilitat intermèdia. Els extractes d'aquesta espècie s'ha demostrat que maten les cèl·lules de la leucèmia (in vitro) i poden tenir un valor en el tractament del càncer.

## Descripció
Com altres espècies del gènere Cladonia, el cos fructífer de C. furcata està fet d'un tal·lus aplanat i una tija secundària erecta que forma el tal·lus secundari, el qual està molt embrancat i pot fer fins a 10 cm.

## Hàbitat i distribució
C. furcata és més comuna en els boscos prop del litoral i a baixes i mitjanes altituds. Es pot veure creixent sobre la molsa, l'humus i el sòl, més rarament sobre fust podrida o a la base dels arbres. A Amèrica del Nord es troba des d'Alaska a Califòrnia, i és molt comú a la Cascade range occidental. També es troba a Euràsia incloent els Països Catalans.

## Compostos bioactius
Els polisacàrids aïllats de C. furcata s'ha vist que indueixen l'apoptosi (mort de les cèl·lules) en la leucèmia humana. A més els polisacàrids de C. furcata disminueixen l'activitat de l'enzim telomerasa el qual permet a algunes cèl·lules canceroses evitar la mort; aquesta activitat suggereix una possible acció terapèutica en el tractament del càncer.